# بورتون جوزيف
بورتون جوزيف (بالإنجليزية: Burton Joseph)‏ هو محامي أمريكي، ولد في 30 مايو 1930 في شيكاغو في الولايات المتحدة، وتوفي في 31 مارس 2010 في سان فرانسيسكو في الولايات المتحدة.

## وصلات خارجية
- بورتون جوزيف على موقع إن إن دي بي (الإنجليزية)